# Papp István (nyelvész)
Papp István (Kisvárda, 1901. szeptember 12. – Debrecen, 1972. április 11.) nyelvész, egyetemi tanár, a nyelvtudományok doktora.

## Munkássága
Tudományos munkássága az általános és magyar nyelvészetre, valamint a finn-ugrisztika területére terjedt ki.
Érdeklődésének középpontjában a mondattan állt. Az egyoldalú logikai felfogással szemben az érzelmi és stilisztikai szempontokat is figyelembe vevő mondatszerkezetet igyekezett kidolgozni.

## Művei
- Magyar nyelvatlasz (Bp., 1929)
- A nyelvtan lélektani alapvetése (Debrecen, 1939)
- Finn nyelvtan (egyetemi tankönyv, Bp., 1956)
- Finn nyelvkönyv (tanfolyamok és magántanulók számára, Bp., 1957)
- Finn olvasó-könyv szójegyzékkel (Bp., 1959)
- Finn–magyar szótár (Bp., 1962)
- A szóalkotás problémái (Bp., 1963)
- Leíró magyar hangtan (egyetemi tankönyv, Bp., 1966)
- A finn nyelv alapelemei (egyetemi tankönyv, Bp., 1967)
- Unkarin kielen historia (Helsinki, 1968)